# Ugija
Ugija (fr. Ouguiya) – jednostka walutowa Mauretanii od 1973 roku. 1 ugija = 5 chum.
W obiegu znajdują się:
- monety o nominałach  1/5, 1, 5, 10, 20 ugija.
- banknoty o nominałach 50, 100,200, 500, 1000 ugija.

Ugija jest walutą niewymienialną poza Mauretanią, a jej wywóz z kraju jest prawnie zabroniony.
1 stycznia 2018 roku Mauretania przeprowadziła denominację swojej waluty. W przeliczeniu 500 ugija poprzedniej serii odpowiada 50 ugija nowej serii.